# Lapte, Haute-Loire

Lapte este o comună în departamentul Haute-Loire, Franța. În 2009 avea o populație de 1,502 de locuitori.